# Вашингтонски монумент
Вашингтонският монумент (на английски: Washington Monument) е висок бял обелиск в близост до западната част на парка „Национален мол“ във Вашингтон, окръг Колумбия. Той е построен по случай годишнина от рождението на Джордж Вашингтон - първия президент на Съединените щати. Това е най-високата каменна постройка в света – 169,294 m.
Изграден е от мрамор, гранит и пясъчник. Започнат е през 1848 г., но тъй като скоро след това започва Американската гражданска война, той е завършен чак през 1884 г. След войната при строителството е бил използван друг вид пясъчник; поради това на около половината височина може да се забележи промяна в цвета на паметника.
Посетителите на Вашингтон могат да видят вътрешността на паметника. Има асансьор до върха му. От върха могат да бъдат видени Националният мол, Белият дом, Капитолият на САЩ и паметникът на Ейбрахам Линкълн.